# Всесвітній день здоров'я
Всесвітній день здоров'я (на інших офіційних мовах ООН англ. world health day, ісп. Día Mundial de la Salud, кит. 世界卫生日, фр. Journée mondiale de la santé) — відзначається щорічно 7 квітня починаючи з 1950 року. Цього дня 1948 року набрав чинності Статут Всесвітньої організації здоров'я (ВОЗ).
Ідея Всесвітнього дня здоров'я була висунута вже на першій сесії Всесвітньої асамблеї охорони здоров'я в 1948. Але 1948 року цей день відзначався 22 липня, в день ратифікації Статуту ВОЗ.

## Теми Всесвітнього дня здоров'я
ВОЗ присвячує кожен щорічний Всесвітній день здоров'я будь-яким темам і проводить різні пропагандистські заходи, як в цей день, так і тривалий час після 7 квітня. Зокрема, їм приділяють увагу Генеральний секретар ООН і Генеральний директор ВОЗ у своїх щорічних посланнях, присвячених цьому дню.

### Теми
- 2022: «Наша Планета — наше здоров’я» (англ. Our planet, our health)[4] ВООЗ закликатиме уряди та громадськість поділитися історіями про кроки, які вони вживають, щоб захистити планету і своє здоров’я та поставити пріоритет добробуту суспільства.

- 2021: Загальне охоплення послугами охорони здоров’я: для всіх і всюди, гасло — «Здоров’я для всіх і скрізь»[5] (англ. Building a fairer, healthier world)[6].

- 2020: рік оголошений Міжнародним роком працівників сестринських і акушерських служб, заходи Всесвітнього дня здоров’я 2020 були присвячені життєво важливої ролі медичних сестер і акушерок. Гасло: «Підтримаємо працівників сестринських і акушерських служб!»[7]
- 2019: Медична допомога для всіх і всюди, гасло — «Здоров’я для всіх [Архівовано 25 лютого 2022 у Wayback Machine.]».
- 2018: Загальне охоплення послугами охорони здоров’я: для всіх і всюди, гасло — «Здоров’я для всіх»[8].

- 2017: Депресія: поговорімо (англ. Depression: Let's talk).
- 2016: Переможіть діабет! (англ. Beat diabetes).
- 2015: Безпека харчових продуктів (англ. How safe is your food?).
- 2014: Маленький укус — велика небезпека (англ. Small bite, big threat).
- 2013: Стежте за своїм кров'яним тиском (англ. Control your blood pressure).
- 2012: Гарне здоров'я додає років життя (англ. Good health adds years to life).